# Gun Jacobson
Gun Jacobson (* 21. Juni 1930 in Sundsvall, Schweden; † 15. April 1996 in Botkyrka församling, Stockholms län) war eine schwedische Schriftstellerin. Bekanntheit erlangte sie vor allem durch ihre Jugendromane.

## Leben
Jacobson arbeitete als Grundschullehrerin und debütierte 1966 mit Fel spår. Als Lehrerin entschied sie sich, über junge Leute zu schreiben, die die Schule hassen. Vor allem schrieb Jacobson sozialkritische Romane, ihr bekanntestes Werk ist Peters Baby. Der Roman handelt von einem 16-jährigen Jungen, der sich plötzlich allein um seine neugeborene Tochter kümmern muss. Niemand traut ihm zu, mit der Situation fertigzuwerden, aber er beschließt, es allen zu zeigen. In Danke, halt die Klappe: Alexandra und Manolis suchen Freunde beschreibt Jacobson wie es ist, als Einwanderer in ein neues Land zu kommen.
Mit Salamander änderte Jacobson das Genre und versuchte sich an einem Fantasy-Roman. Da aber die Resonanz sehr zurückhaltend war, wechselte sie wieder zurück zu ihrem üblichen realistischen Stil.

## Romane (auf Deutsch erschienen)
sortiert nach Erscheinungsjahr des Originalwerks
- Peters Baby (1976), ISBN 3-570-07682-2, Peters baby (1971)
- Danke, halt die Klappe: Alexandra und Manolis suchen Freunde (1975), ISBN 3-401-03728-5, Tack - håll käften (1972)
- Pingo und die Clique: Erlebnisse junger Menschen zwischen Hochhäusern und U-Bahnschächten (1975), ISBN 3-401-03741-2, Hela långa dagen (1973)
- Schneesturm über der Insel (1989), ISBN 3-401-04294-7, Ensamma på ön (1988)
- Die Ragulka-Bande (1993), ISBN 3-7817-1003-3, Ragulkakrigarna (1992)